# Węgorz (film)
Węgorz (jap. うなぎ / Unagi) – japoński dramat filmowy z 1997 roku w reżyserii Shōhei Imamury. Luźna adaptacja powieści Akiry Yoshimury, wykorzystująca również elementy z wczesnego filmu Imamury pt. Pornograf (1966).
Alegoryczny obraz zdobył wiele cennych nagród, w tym Złotą Palmę na 50. MFF w Cannes (ex aequo z irańskim Smakiem wiśni Abbasa Kiarostamiego), a także trzy nagrody Kinema Junpo dla najlepszego japońskiego filmu roku, aktora i aktorki drugoplanowej.

## Fabuła
Takuro Yamashita opuszcza warunkowo więzienie po ośmiu latach spędzonych tam za zamordowanie swojej niewiernej żony. Mężczyzna rozpoczyna na wolności nowe życie jako fryzjer w małym miasteczku pod Tokio. Jego najlepszym przyjacielem i towarzyszem niedoli jeszcze z czasów odsiadki jest węgorz, którym się starannie opiekuje. Początkowo wciąż milczący, Takuro stopniowo nawiązuje relacje z odwiedzającymi jego salon klientami, znajdując dla siebie miejsce w lokalnej społeczności. 
Życie bohatera niespodziewanie odmienia uratowanie młodej niedoszłej samobójczyni Keiko. Dziewczyna, starająca się dać odpór własnym traumom, zaczyna w końcu pracę w salonie Takuro. Kiedy oboje coraz bardziej mają się ku sobie, nagłe wydarzenia popychają ich z powrotem w utarte koleiny ich niełatwej przeszłości.

## Obsada
- Kōji Yakusho – Takuro Yamashita
- Misa Shimizu – Keiko Hattori
- Mitsuko Baisho – Misako Nakajima
- Akira Emoto – Tamotsu Takasaki
- Fujio Tsuneta – Jiro Nakajima
- Show Aikawa – Yuji Nozawa
- Ken Kobayashi – Masaki Saito
- Sabu Kawahara – Seitaro Misato
- Etsuko Ichihara – Fumie Hattori
- Tomorowo Taguchi – Eiji Dojima
- Chiho Terada – Emiko Yamashita[4]

## Produkcja
Zdjęcia kręcono w miejscowości Sawara w prefekturze Chiba.